# 1960年スコーバレーオリンピックのオランダ選手団
1960年スコーバレーオリンピックのオランダ選手団（1960ねんスコーバレーオリンピックのオランダせんしゅだん）は、1960年2月18日から2月28日までアメリカ合衆国のスコーバレーで開催された1960年スコーバレーオリンピックのオランダ選手団、およびその競技結果。

## 概要
今大会は銀メダル1個、銅メダル1個の合計2個のメダルを獲得した。オランダ勢がメダルを獲得したのは、1952年オスロオリンピック以来2大会ぶりであった。
フィギュアスケートの女子シングルでは、ショーケ・ディクストラがオリンピックのフィギュアスケート競技オランダ勢初のメダルとなる銀メダルを獲得した。

## メダル
| メダル | 選手名                 | 競技               | 種目         |
| ------ | ---------------------- | ------------------ | ------------ |
| 銀     | ショーケ・ディクストラ | フィギュアスケート | 女子シングル |
| 銀     | ヤン・ペスマン         | スピードスケート   | 男子5000m    |